# Issei Takahashi
Issei Takahashi (japanisch 髙橋 壱晟 Takahashi Issei; * 20. April 1998 in der Präfektur Aomori) ist ein japanischer Fußballspieler.

## Karriere
Takahashi erlernte das Fußballspielen in der Schulmannschaft der Aomori Yamada High School. Seinen ersten Vertrag unterschrieb er 2017 bei JEF United Chiba. Der Verein spielte in der zweithöchsten Liga des Landes, der J2 League. Für den Verein absolvierte er 23 Ligaspiele. 2018 wurde er an den Zweitligisten Renofa Yamaguchi FC ausgeliehen. Für den Verein absolvierte er 10 Ligaspiele. 2019 wurde er an den Zweitligisten Montedio Yamagata ausgeliehen. 2020 kehrte er zu JEF zurück.